# Спасский собор (Спасо-Влахернский монастырь)
Спасский собор (собор Спаса Нерукотворного Образа) — соборный храм Спасо-Влахернского монастыря в посёлке Деденево Дмитровского района Московской области. Построен на рубеже XVIII—XIX веков, неоднократно расширялся. Объект культурного наследия регионального значения.

## История
Деревянная Спасская церковь в Деденево была построена в 1712 году. Отсюда сельцо получает название Новоспасское. Василий Петрович Головин выбрал название церкви по одной из трех хранимых в семье царских икон. Помимо главного престола в церкви был устроен придел в честь Сергия Радонежского. Так как в Никольском (Батюшково), в церковный округ куда входило Деденево, был придел, посвящённый этому святому. 12 октября 1713 года церковь была освящена Преосвященным Дионисием, архиепископом Вятским и Пермским.
Каменная Спасская церковь выстроена в усадьбе Головиных Деденево в 1798—1811 гг. по приказу В. В. Головина вместо одноимённой деревянной церкви. Расширена в 1843—1850 гг. Г. П. Головиным. В 1861 году церковь из усадебной стала монастырским собором (сама усадьба перенесена на 1,5 км южнее). В 1886 году возведена монументальная колокольня по проекту Н. В. Никитина. В 1890 году храм и колокольню соединила трапезная. В 1910 году собор расписан по эскизам Виктора Васнецова. В 1935 году собор закрыт и переоборудован под общежитие, мастерские и клуб. Здание сильно повреждено обстрелом во время Великой Отечественной войны, лишилось куполов и после войны осталось в руинах. После восстановления монастыря, состоявшегося в 2001 году, собор долго реставрировался и был заново освящён в 2014 году.

## Архитектура
Изначально церковь была крестчатой в плане, двусветной, с восьмериком в центре и боковыми портиками. После реконструкции храм стал массивным, пятиглавым, с двухэтажными угловыми приделами. В здании размещалось десять капелл. Основное здание имеет строгий облик стиля ампир, с крупными портиками, которые завершаются фронтонами. Западные барабаны первоначально служили звонницами. Колокольня выстроена в неороманском стиле, представляет собой башню на трёхэтажном основании. Двусветная трапезная, перекрытая парусным сводом, имеет двухэтажные боковые галереи, которые объединяет балкон, опирающийся на чугунные стойки, с западной стороны.